# Steinformat
Die Formate von künstlichen Mauersteinen (Betonstein nach DIN 18151/18152, Kalksandstein nach DIN 106, Porenbeton nach DIN 4165 und Ziegel nach DIN 105) werden meist mit Kurzbezeichnungen (z. B. 2 DF) benannt. Im Bauwesen ist es üblich, Formatkurzbezeichnungen zu verwenden, die sich auf ein Vielfaches des sogenannten Dünnformates (240 × 115 × 52 mm) beziehen.
In den jeweiligen Produktnormen sind verschiedene Formate in ihren Abmessungen geregelt. Diese basieren auf den Baurichtmaßen des oktametrischen (1/8 m = 12,5 cm) Rasters der DIN 4172. Aus Steinhöhe und Lagerfugenhöhe ergibt sich das Schichtmaß (Ganzzahliges des Oktameterrasters).
Abhängig von der Mörtelhöhe (Normalmörtel ca. 1,2 cm, Dünnbettmörtel 1 bis 3 mm) ergibt sich die Steinhöhe. 
Neben dem Dünnformat (DF) findet heutzutage im Bereich von Verblendmauerwerk auch das Normalformat (NF) noch Verwendung. Abweichend von Steinen basierend auf dem Dünnformat (240 × 115 × 52 mm) wird bei Steinen aus dem Normalformat (240 × 115 × 71 mm) erst nach drei Schichten das oktametrische Raster erreicht. Historische Formate, wie z. B. das Reichsformat (250 × 120 × 63 mm), werden nicht mehr in Serie hergestellt.

## Schichtmaße in Abhängigkeit von der Steinhöhe
| a) bei Normalmörtel  | a) bei Normalmörtel | a) bei Normalmörtel | a) bei Normalmörtel | a) bei Normalmörtel |
| -------------------- | ------------------- | ------------------- | ------------------- | ------------------- |
|                      |                     |                     |                     |                     |
| Steinhöhe [mm]       | 52                  | 71                  | 113                 | 238                 |
| Lagerfugendicke [mm] | 10,5                | 12,3                | 12                  | 012                 |
| Schichthöhe [mm]     | 62,5                | 83,3                | 125                 | 250                 |
| Schichten je m       | 16                  | 012                 | 008                 | 00 4                |

| b) bei Dünnbettmörtel | b) bei Dünnbettmörtel | b) bei Dünnbettmörtel | b) bei Dünnbettmörtel | b) bei Dünnbettmörtel | b) bei Dünnbettmörtel |
| --------------------- | --------------------- | --------------------- | --------------------- | --------------------- | --------------------- |
|                       |                       |                       |                       |                       |                       |
| Steinhöhe [mm]        | 123                   | 248                   | 498                   | 623                   | 648                   |
| Lagerfugendicke [mm]  | 002                   | 002                   | 002                   | 002                   | 002                   |
| Schichthöhe [mm]      | 125                   | 250                   | 500                   | 625                   | 650                   |
| Schichten je m        | 008                   | 004                   | 002                   | 001,6                 | 001,54                |

## Formate und Bezeichnungen
Bis zum Format 3 DF sind die Kurzbezeichnungen eindeutig und können daher problemlos bei der Bestellung verwendet werden. Ab dem Format 4 DF ist diese Eindeutigkeit nicht mehr gegeben und ergänzende Angaben (die Wanddicke) sind erforderlich. Dies ist insbesondere der Fall, wenn Steine mit Nut-Feder-System verwendet werden, die daher nicht beliebig gedreht werden können. Ein 4 DF kann beispielsweise folgende Abmessungen aufweisen:
| Bezeichnung                   | Länge × Breite × Höhe |
| ----------------------------- | --------------------- |
| 4 DF (115) für Normalmörtel   | (248 × 115 × 238)     |
| 4 DF (115) für Dünnbettmörtel | (248 × 115 × 248)     |
| 4 DF (240) für Normalmörtel   | (248 × 240 × 113)     |
| 4 DF (240) für Dünnbettmörtel | (248 × 240 × 123)     |

In der nachfolgenden Tabelle sind beispielhaft von deutschen Herstellern angebotene Steinformate grafisch dargestellt:
|      | Bezeichnung       | Abmessung / Wanddicke                     |
| ---- | ----------------- | ----------------------------------------- |
| DF   | DF (Dünnformat)   | (240 × 115 × 52)                          |
| NF   | NF (Normalformat) | (240 × 115 × 71)                          |
|      |                   | (115 × 240 × 71)                          |
| 2DF  | 2 DF              | (240 × 115 × 113)                         |
|      | 2 DF              | (115 × 240 × 113)                         |
| 3DF  | 3 DF              | (240 × 175 × 113)                         |
|      | 3 DF              | (175 × 240 × 113)                         |
| 5DF  | 5 DF (240)        | (300 × 240 × 113)                         |
|      | 5 DF (300)        | (240 × 300 × 113)                         |
| 6DF  | 6 DF (240)        | (365 × 240 × 113)                         |
|      | 6 DF (365)        | (240 × 365 × 113) und 8DF???????????????? |
| 10DF | 10 DF (240)       | (300 × 240 × 238)                         |
|      | 10 DF (300)       | (240 × 300 × 238)                         |
| 12DF | 12 DF (240)       | (365 × 240 × 238)                         |
|      | 12 DF (365)       | (240 × 365 × 238)                         |
|      | 20 DF             | (498 × 300 × 238)                         |
|      | 24 DF             | (498 × 365 × 238)                         |

Historisches Format
Das Reichsformat wurde 1872 als Gesetz eingeführt und war bis ca. 1950 in Deutschland von Bedeutung:
25 cm × 12 cm × 6,5 cm